# Forum for Democracy and Development
Het Forum for Democracy and Development (Nederlands: Forum voor Democratie en Ontwikkeling) is een politieke partij in Zambia die in 2001 werd opgericht.
Het FDD is in 2001 voortgekomen uit de Movement for Multiparty Democracy (MMD), de regeringspartij van de toenmalige president van Zambia, Frederick Chiluba, die indertijd aangaf de grondwet te willend wijzigen zodat het voor hem mogelijk werd om bij de aankomende presidentsverkiezingen voor een derde termijn op te kunnen gaan. De MMD-parlementariërs die zich tegen dit voornemen verzetten, scheidden zich af en vormden de FDD. 
Luitenant-Generaal b.d. Christon Tembo, partijleider, behaalde bij de presidentsverkiezingen van 2001 13% van de stemmen. De gelijktijdig gehouden parlementsverkiezingen leverden de partij 12 zetels op en eindigde daarmee op de derde plaats. 
In 2006 sloten FDD, UNIP en UPND een stembusakkoord onder de naam United Democratic Alliance (UDA) die bij de dat jaar gehouden verkiezingen 26 zetels behaalde in de Nationale Vergadering. De presidentskandidaat van de UDA, Hakainde Hichilema kreeg 25% van de stemmen.
De in 2005 gekozen voorzitter van het FDD, Edith Nawakwi, een voormalig lid van de MMD en minister onder Chiluba, haalde bij de presidentsverkiezingen van 2011 0,25% van de stemmen en het FDD bleef steken op 1 zetel in het parlement. Een vergelijkbaar resultaat werd behaalde bij de Algemene verkiezingen in Zambia (2016).
Het FDD is een sociaaldemocratische partij.